# Leuckartova thiofenolová reakce
Leuckartova thiofenolová reakce je organická reakce spočívající v rozkladu diazoxantátu opatrným zahříváním v mírně kyselém prostředí za přítomnosti měďné sloučeniny, přičemž se tvoří odpovídající arylxantáty, ze kterých se poté zásaditou hydrolýzou tvoří arylthioly, případně dalším zahříváním thioethery.
Reakci objevil Rudolf Leuckart v roce 1890.